# Haddon Hall
Haddon Hall er et engelsk country house ved floden Wye nær Bakewell, Derbyshire, der tidligere har været sæde for hertugen af Rutland. Det er hjem for Lord Edward Manners (bror til den nuværende hertug) og hans familie. Bygningen er en middelalderherregård, og den er blevet beskrevet som "det mest komplette og mest interessante hus fra sin periode". Den kan dateres tilbage til 1000-tallet, og den blev siden ombygget og udbygget i forskellige perioden mellem 1200- og 1600-tallet, hvor de sidste var i tudorstil.
Vernon-familien fik Manor of Haddon igennem et ægteskab i 1100-tallet mellem Sir Richard de Vernon og Alice Avenell, datter af William Avenell II. Fire århundrede senere, i 1563, giftede Dorothy Vernon, der var datter og arving til Sir George Vernon, sig med John Manners, den anden søn af Thomas Manners, 1. jarl af Rutland. I 1800-tallet opstod der en legende om at Dorothy og Manners var stukket af, og den er senere blevet brugt i romaner, teater og anden fiktion. Hun arvede bygningen, og deres barnebarn, også navngivet John Manners, arvede jarldømmet i 1641 fra en fjern fætter. Hans søn, en anden John Manners, blev gjort til 1. hertug af Rutland i 1703. I 1900-tallet renoverede John Manners, 9. hertug af Rutland Haddon Hall